# Fluorid uranitý
Fluorid uranitý je anorganická sloučenina s chemickým vzorcem UF3.

## Příprava
Fluorid uranitý lze připravit reakcí fluoridu uraničitého s hliníkem při 900 °C:
UF4 + Al → UF3 + AlF
Fluorid uranitý lze připravit také reakcí fluoridu uraničitého s uranem:
3UF4 + U → 4UF3

## Vlastnosti
Fluorid uranitý je fialová pevná látka, která má teplotu tání 1495 °C. Při zahřátí nad 1200 °C fluorid uranitý disproporcionuje na fluorid uraničitý a uran. Má krystalovou strukturu trigonální s mřížkovými konstantami a = 717,9 pm a c = 734,5 pm. Struktura je podobná fluoridu lanthanitému. Každý atom uranu je ve struktuře obklopen devíti atomy fluoru, koordinační okolí má tvar trigonálního prizmatu doplněného o tři vrcholy.